# SC Jong Sint-Gillis
SC Jong Sint-Gillis is een voetbalclub uit Sint-Gillis-bij-Dendermonde, deelgemeente van Dendermonde met een focus op de jeugdwerking. De voetbalclub staat bij de KBVB bekend als Jong SG Dendermonde onder het stamnummer 09675. De club speelt in blauw en geel.